# Віктор Барабаш
Віктор Барабаш (1855, Бохня — 1928) — польський музикант (фортепіано).
Навчався грі на інстументі: у А. Плахецкого, Казімєжа Гофмана — в Кракові; у піаніста Дахса, теоретика Кренна — у Відні. Після повернення до Кракова створив, за прикладом Відня, академічний хор, статут якого зразу Ягеллонський університет не хотів затверджувати з невідомих причин. Хор мав виїзди до Тиньця (1883 року, затвердила легальне його існування), Варшави (1903 рік), Відня, Бухаресту, Праги, Будапешту. Навчав гри на фортепіано в Краківській консерваторії. В 1886 році став директором «Музичного товариства» у Кракові. Після смерті В. Желеньского — директор Краківської консерваторії у 1922—1928 роках.